# Chadídža
Chadídža bint Chuwajlid (arabsky خديجة بنت خويلد, asi 555 nebo 567 – asi 620) byla první manželka zakladatele islámu Muhammada a matka nejméně pěti jeho dětí. Asi o patnáct let starší než Muhammad byla jako zámožná vdova původně jeho zaměstnavatelkou. Sňatek s Chadídžou Muhammada hmotně zajistil a umožnil mu se věnovat svému náboženskému poslání. Chadídži, která byla jeho důvěrnicí a první následovnicí ve víře, si velmi vážil a 25 let s ní žil v monogamním svazku. Teprve po Chadídžině smrti měl více manželek zároveň. Muslimové Chadídžu považují za „matku věřících“ a nejdůležitější ženu islámu.